# Xiaqiao, Guangdong
Xiaqiao (kinesiska: 下桥) är en köping i sydöstra Kina. Den ligger i Xuwen härad i staden Zhanjiang i provinsen Guangdong, omkring 440 kilometer sydväst om provinshuvudstaden Guangzhou. Antalet invånare är 38 773. Befolkningen består av 18 580 kvinnor och 20 193 män. Barn under 15 år utgör 21,0 %, vuxna 15-64 år 70 %, och äldre över 65 år 7,0 %.